# Jean Louis Piette

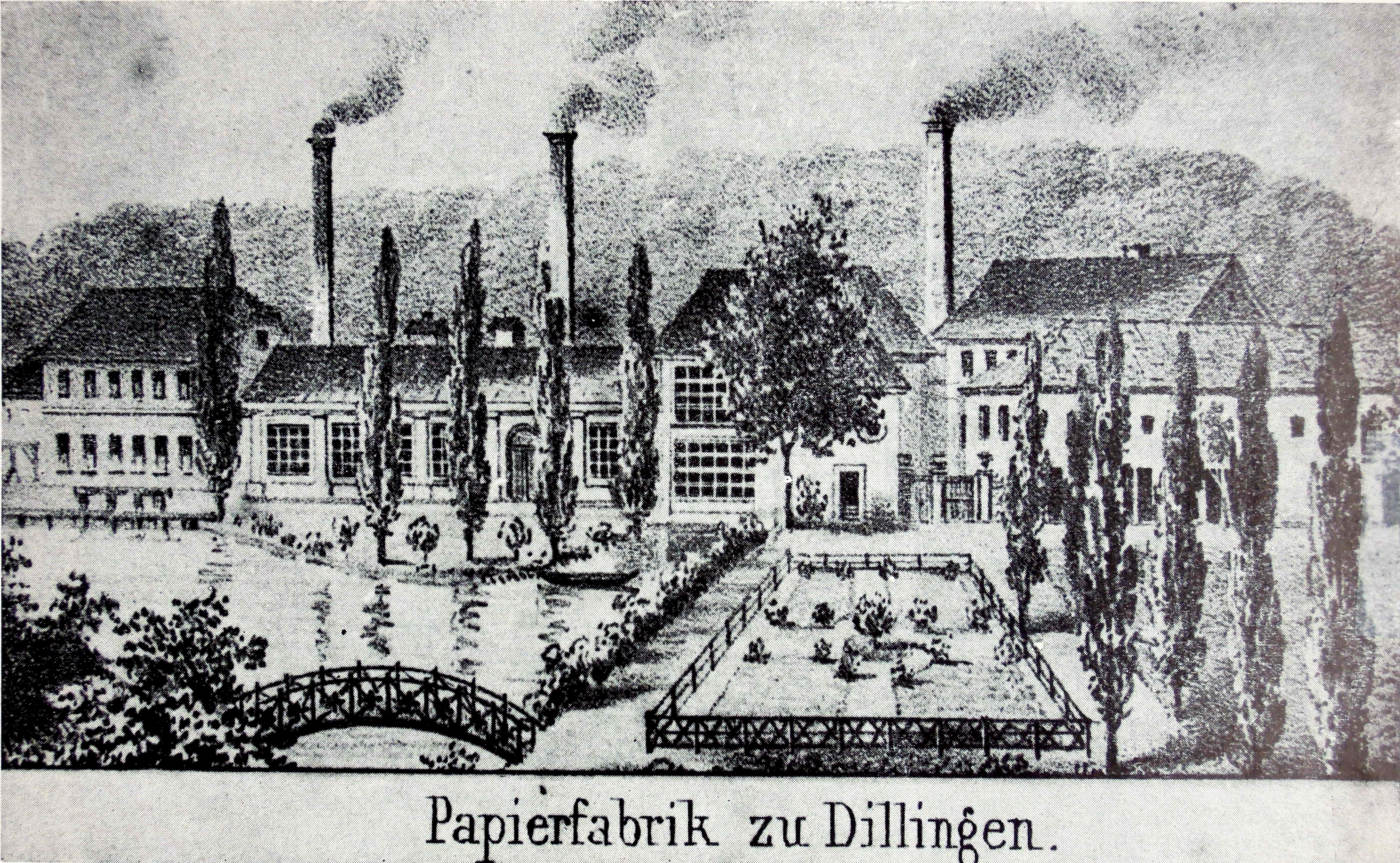
Dillinger Papiermühle Mitte des 19ten Jahrhunderts

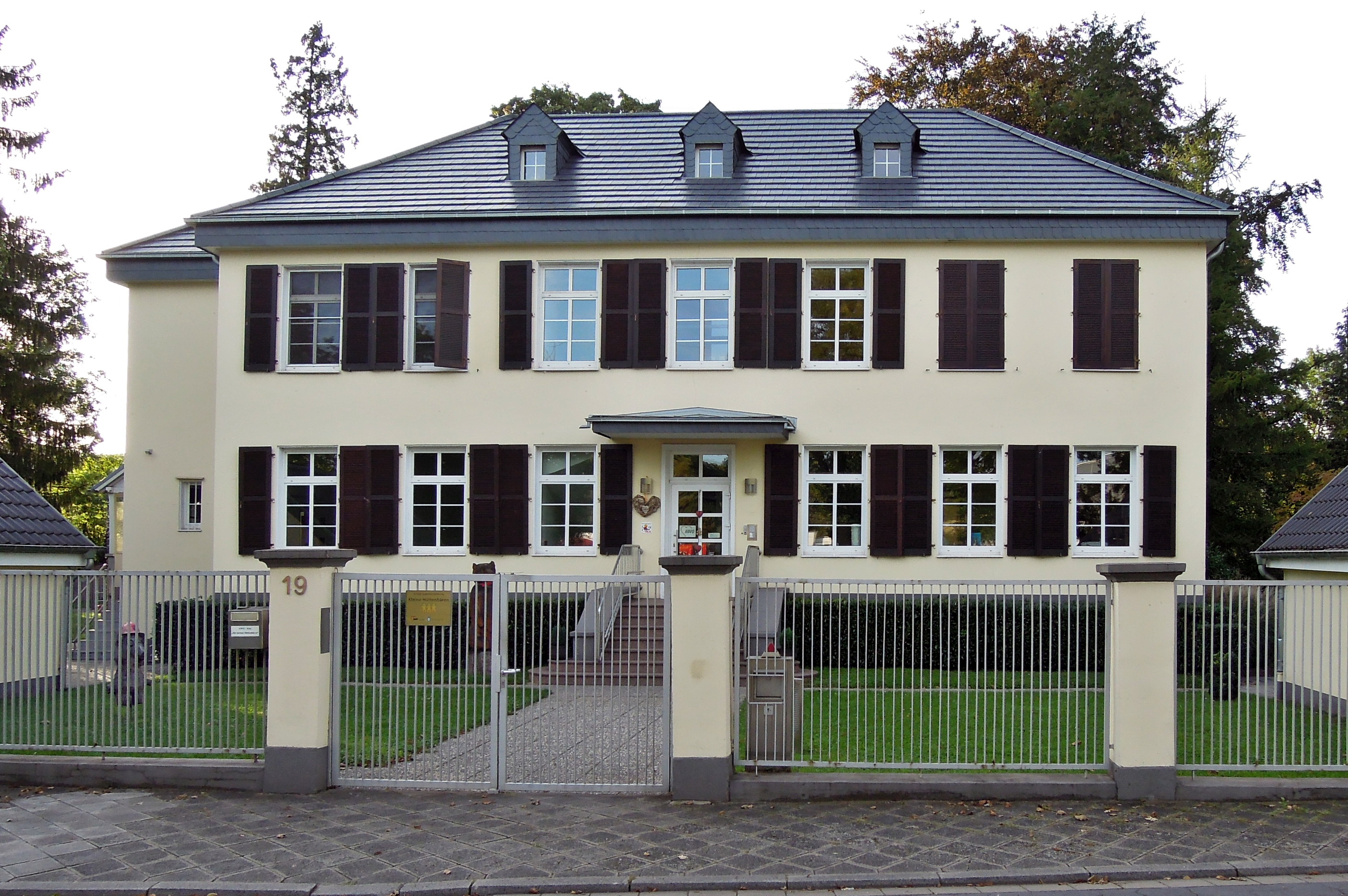
Piettes Direktorenhaus in der nach dem späteren Bewohner und Hüttendirektor Desfozzez benannten Paul-Desfozzez-Straße (vormals Lindenstraße). Heute wird das Gebäude als Kindertagesstätte der Dillinger Hütte genutzt.

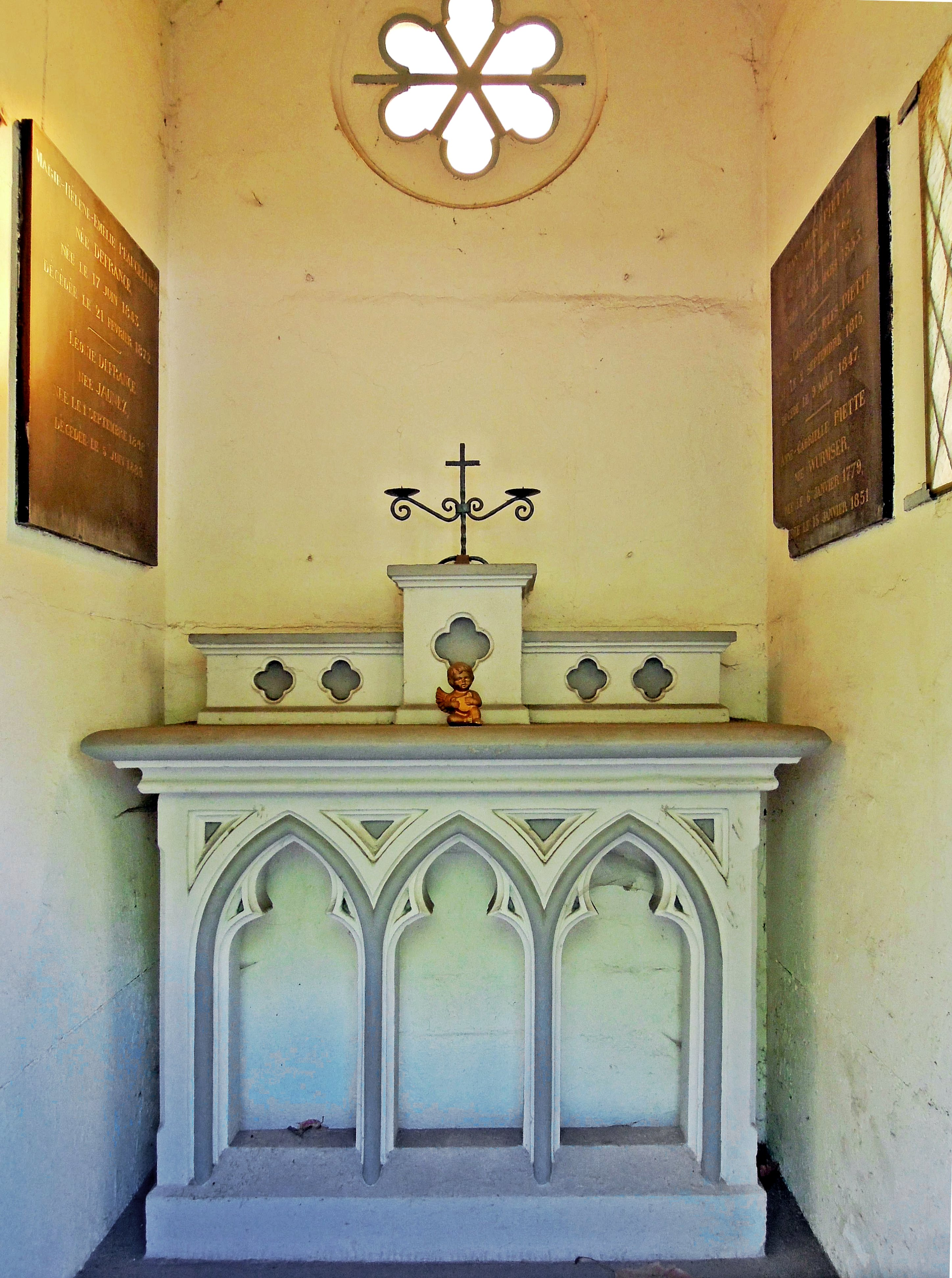
Die rechte Gedenktafel in der Defrance-Gruft erinnert an Piette und seine Frau Anna Gabriele

Jean Louis Piette (* 29. Juni 1767 in Vielsalm; † 23. März 1833 in Dillingen/Saar) war ein französisch-deutscher Papierfabrikant.

## Leben
Jean Louis Piette diente in der französischen Armee unter Napoleon Bonaparte und wurde zum Generalverwalter der Militärmagazine in Straßburg ernannt. Er stieg bis zum Rang eines Gardegenerals auf und erwarb den Adelstitel "de Rivage". Zwischen 1805 und 1810 erwarb er Land bei Benfeld und begann mit der Papierfabrikation in einer Papiermühle. Um 1815 gab er das Land auf und zog ins preußische Dillingen/Saar, wo er 1821 Land und die Papiermühle Dillingen erwarb. Seinem Sohn Louis Piette übertrug er 1827 die Geschäftsleitung seiner Mühle. Nach seinem Tod übernahmen Louis Piette und sein Bruder Prosper Joseph Maria Piette die gemeinschaftliche Leitung der Mühle.

## Familie
Jean Louis Piette heiratete um 1802 Anna Gabriele Wurmser aus Straßburg, die Tochter des Grundbesitzers Valentin Wurmser. Aus der Ehe ging neben Louis und Prosper ein weiterer Sohn hervor. Die Töchter der Familie waren mit Männern der Familie Defrance verheiratet.